# Tsf (kiterjesztés)
A tsf egy kiterjesztés (torpedo save file), mely konzolablakos torpedójátékok adatainak tárolására szolgál. Ezek a fájlok tartalmazzák a játékban lévő bónuszokhoz szükséges adatokat, ilyen fájlba menti a program a játék állását. Jegyzettömbben könnyen szerkeszthető.
Illesmateorion által készített torpedó játékok használják.